# Carla Woodcock
Carla Woodcock (* 4. Oktober 1998 in Wheldrake) ist eine britische Schauspielerin.

## Leben und Karriere
Woodcock wurde am 4. Oktober 1998 in Wheldrake geboren. Sie besuchte die Stagecoach Theatre Arts. Danach lernte sie das Schauspiel an der London Academy of Music and Dramatic Art. Ihr Debüt gab sie 2017 in der Serie Emmerdale. Von 2017 bis 2019 spielte sie in der Netflixserie Free Rein die Hauptrolle. Abschließend trat sie in zwei Folgen in series Pandora auf.
2021 wurde Woodcook für den Film The Colour Room gecastet. Ihre nächste Hauptrolle bekam sie im selben Jahr in Ackley Bridge. Unter anderem setzte sie 2022 ihre Karriere in series Tell Me Everything fort. 2023 war sie in Such Brave Girls zu sehen.

## Filmografie
Filme
- 2021: The Colour Room

Serien
- 2017: Emmerdale
- 2017–2019: Free Rein
- 2019: Pandora
- 2021: Ackley Bridge
- 2022: Flowers in the Attic: The Origin
- 2022: Tell Me Everything
- 2022: History of a Pleasure Seeker
- 2023: Such Brave Girls
- 2024: A Good Girl’s Guide to Murder